# Большееловское сельское поселение
Большееловское се́льское поселе́ние — муниципальное образование в Елабужском районе Татарстана Российской Федерации.
Административный центр — село Большое Елово.

## История
Статус и границы сельского поселения установлены Законом Республики Татарстан от 31 января 2005 года № 22-ЗРТ «Об установлении границ территорий и статусе муниципального образования "Елабужский муниципальный район" и муниципальных образований в его составе».

## Население
| 2010 | 2011 | 2012 | 2013 | 2014 | 2015 | 2016 |
| ---- | ---- | ---- | ---- | ---- | ---- | ---- |
| 305  | →305 | ↗312 | ↗316 | ↘308 | ↘290 | ↘281 |
| 2017 | 2018 |      |      |      |      |      |
| ↘275 | ↘267 |      |      |      |      |      |

## Состав сельского поселения
| № | Населённый пункт | Тип населённого пункта       | Население |
| - | ---------------- | ---------------------------- | --------- |
| 1 | Большое Елово    | село, административный центр | ↘275      |